# Ein Lied für Dublin (1994)
Unter dem Titel Ein Lied für Dublin fand die österreichische Vorentscheidung zum Eurovision Song Contest 1994 am 8. März 1994 statt. Petra Frey gewann und vertrat Österreich in Dublin, wo sie den 17. Platz erreichen konnte.

## Format
Jurys aus den neun österreichischen Bundesländern wählten aus den 8 Beiträgen den Gewinner aus. Alfons Haider moderierte die Show aus dem ehemaligen Club „Nachtwerk“.
In dem Teilnehmerfeld starteten zwei Interpreten, die bereits Österreich beim Eurovision Song Contest vertreten hatten. Simone war 1990 in Zagreb dabei und Marc Berry war 1980 als Mitglied der Gruppe Blue Danube in Den Haag am Start, wo sie den 10. bzw. 8. Platz belegten.

## Ergebnis
| Platz | Startnr. | Interpret            | Lied                     | Punkte |
| ----- | -------- | -------------------- | ------------------------ | ------ |
| 01.   | 03       | Petra Frey           | Für den Frieden der Welt | 57     |
| 02.   | 01       | Three Girls Madhouse | Solitaire                | 49     |
| 03.   | 04       | Carl Peyer           | Du und I                 | 33     |
| 04.   | 02       | Simone               | Radio                    | 32     |
| 05.   | 05       | Jane Palmer          | Flieg heute nacht        | 20     |
| 06.   | 07       | Alex                 | Highway                  | 13     |
| 07.   | 06       | Etta Scollo          | Amico Pierre             | 08     |
| 08.   | 08       | Marc Berry           | Swingin' Out             | 04     |

### Detailliertes Juryvoting
| Startnr. | Interpret            | Lied                     | OÖ | S | T | V | K | ST | B | W | NÖ | Gesamt |
| -------- | -------------------- | ------------------------ | -- | - | - | - | - | -- | - | - | -- | ------ |
| 1        | Three Girls Madhouse | Solitaire                | 6  | 8 | 3 | 3 | 3 | 8  | 4 | 8 | 6  | 49     |
| 2        | Simone               | Radio                    | 3  | 1 | – | 6 | 6 | 6  | 3 | 3 | 4  | 32     |
| 3        | Petra Frey           | Für den Frieden der Welt | 8  | 3 | 8 | 8 | 4 | 4  | 8 | 6 | 8  | 57     |
| 4        | Carl Peyer           | Du und I                 | 4  | 6 | 4 | 4 | 2 | 2  | 6 | 4 | 1  | 33     |
| 5        | Jane Palmer          | Flieg heute nacht        | –  | 4 | 1 | 2 | 8 | 3  | 1 | 1 | –  | 20     |
| 6        | Etta Scollo          | Amico Pierre             | 1  | – | 2 | 1 | – | –  | 2 | 2 | –  | 8      |
| 7        | Alex                 | Highway                  | 2  | 2 | 6 | – | – | 1  | – | – | 2  | 13     |
| 8        | Marc Berry           | Swingin' Out             | –  | – | – | – | 1 | –  | – | – | 3  | 4      |